# Patch Grove
Patch Grove és una població dels Estats Units a l'estat de Wisconsin. Segons el cens del 2000 tenia 166 habitants.

## Demografia
Segons el cens del 2000, Patch Grove tenia 166 habitants, 65 habitatges, i 46 famílies. La densitat de població era de 164,3 habitants per km².
Dels 65 habitatges en un 32,3% hi vivien nens de menys de 18 anys, en un 66,2% hi vivien parelles casades, en un 3,1% dones solteres, i en un 29,2% no eren unitats familiars. En el 21,5% dels habitatges hi vivien persones soles el 15,4% de les quals corresponia a persones de 65 anys o més que vivien soles. El nombre mitjà de persones vivint en cada habitatge era de 2,55 i el nombre mitjà de persones que vivien en cada família era de 3,04.
Per edats la població es repartia de la següent manera: un 27,1% tenia menys de 18 anys, un 7,8% entre 18 i 24, un 27,1% entre 25 i 44, un 22,9% de 45 a 60 i un 15,1% 65 anys o més.
L'edat mediana era de 34 anys. Per cada 100 dones de 18 o més anys hi havia 116,1 homes.
La renda mediana per habitatge era de 25.625 $ i la renda mediana per família de 38.125 $. Els homes tenien una renda mediana de 18.750 $ mentre que les dones 21.250 $. La renda per capita de la població era de 13.189 $. Aproximadament el 12,1% de les famílies i el 13% de la població estaven per davall del llindar de pobresa.

## Poblacions més properes
El següent diagrama mostra les poblacions més properes.